# وليام واكر (مغامر)

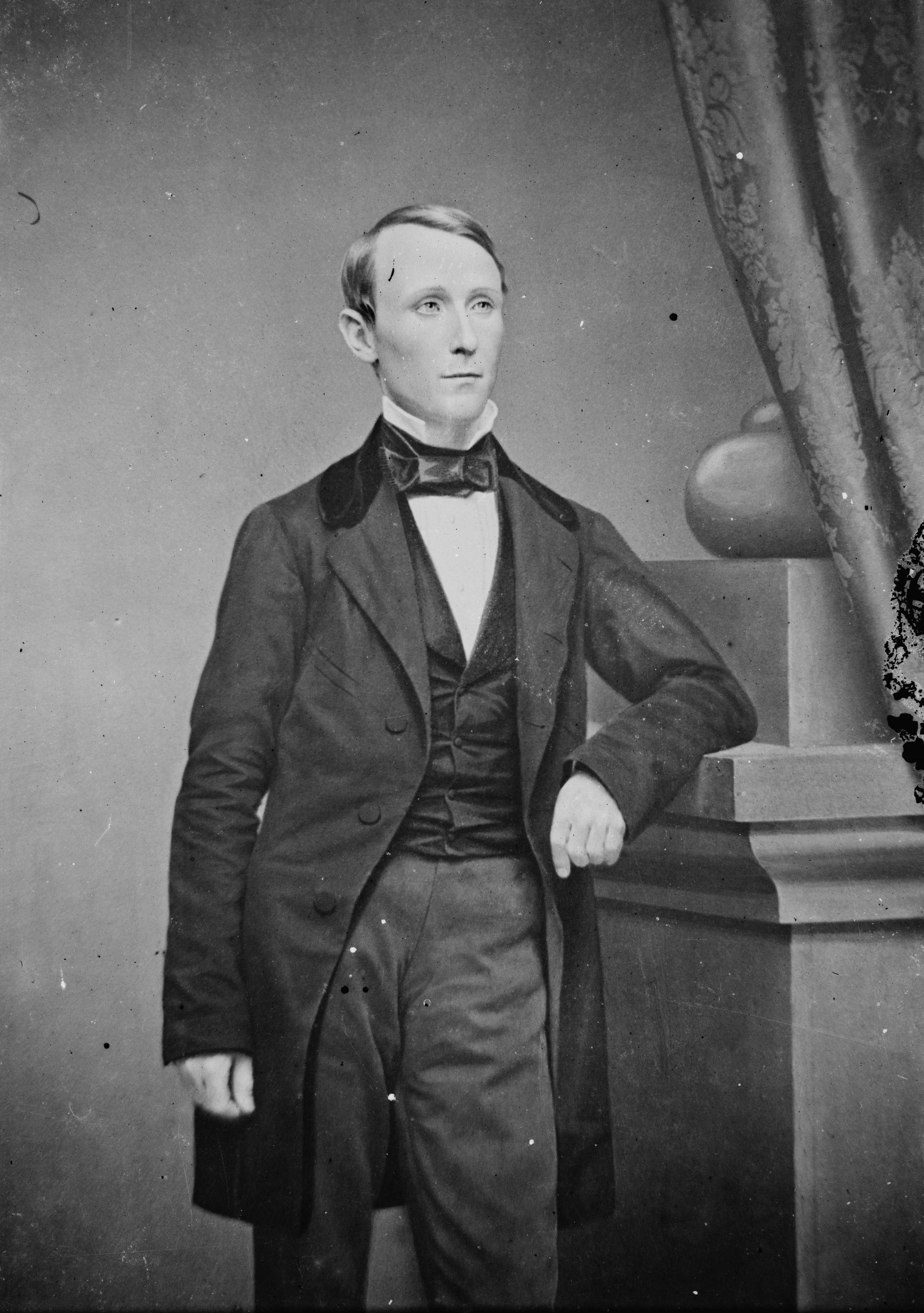
وليام واكرمغامر

 أمريكي في أمريكا الوسطى والمكسيك نجح في تنصيب نفسه رئيسا لنيكاراغوا.

## بدايات حياته
ولد ووكر في 8 مايو 1824 في ناشفيل في تينيسي وتخرج من جامعة ناشفيل عام 1838 درس القانون ودخل المحاماة وكان قد درس بعدها الطب في إدنبرة وهايدلبرغ وقد مارس الطب في فيلادلفيا ثم انتقل إلى نيو أورلينز وفي عام 1850 هاجر على كاليفورنيا وأصبح بعدها صحافيا في سان فرانسيسكو ومارزفيل

## الحملة المكسيكية
بعد هجرته إلى كاليفورنيا ازداد اهتمامه بالتخطيط الاستعماري وفي 15 أكتوبر 1853 أبحر من سان فرانسيسكو مع قوة صغيرة إلى لا باز في باخا كاليفورنيا وأعلنها مع سونورا دولة مستقلة في 18 يناير 1854 لكن نقص الغذاء وقلة الدعم والمقاومة المكسيكية أجبرته على التراجع إلى الولايات المتحدة في مايو من تلك السنة.

## حملة نيكاراغوا
بعد سنة وبالتحديد في 4 مايو 1855 أبحر من سان فرانسيسكو مع 56 تابعا إلى نيكاراغوا حيث تمت دعوته من حد الأطراف المتحاربة هناك لمساعدتهم، وفي نهاية العام نجح في تنصيب نفسه الحاكم الفعلي للبلاد وهي حلقة وصل للسفن بين المحيطين الأطلسي والهادي. وعندما وصل قام كورنيليوس ك. غاريسون وتشارلز مورغان وهم موظفو شركة كورنيليوس فان در بيلت للنقل الإضافي بإعطائه الدعم المادي ليتحكم في الشركة وفي المقابل حاز على أملاك الشركة بعذر مخالفة الاتفاق وأعطاها لغاريسون ومورغان وأصبح رئيسا في 12 يوليو 1856 واعترفت واشنطن (كان الرئيس وقتها فرانكلين بيرس) بالحكومة الجديدة، وكسب تأييد الولايات المؤيدة للعبودية في الولايات المتحدة بأن أبطل قانونا يمنع العبودية.
ظل في صراع مع تحالف بلدان أمريكا الوسطى تقوده كوستاريكا والذي كان بتحريض ودعم عملاء شركة فاندربلت حتى 1 مايو 1857 عندما قرر الفرار وتسليم نفسه القائد تشارلز هنري دافيس من البحرية الأمريكية وعاد لبلاده لتجنب الوقوع في أيدي الأعداء.

## الحملة الأخيرة
قاد بعدها حملة أخرى في نوفمبر 1857 وانطلق من موبيل في ألاباما لكنه اعتقل فور وصوله لبونتا أريناس من قبل الكومودور هيرام بولدينغ من البحرية الأمريكية وعاد لأمريكا كسجين وتم إعطاؤه إطلاق سراح مشروط من قبل الرئيس جيمس بيوكانان.
قام بعدة رحلات فاشلة لأمريكا الوسطى وفي حملته الأخيرة ذهب من موبيل في أغسطس 1860 ونزل في هندوراس حيث اعتقله النقيب سالمون من البحرية البريطانية وسلمه للسلطات الهندوراسية التي حاكمته ونفذت فيه حكم الإعدام رميا بالرصاص يوم 12 سبتمبر 1860 وكان عمره 36 سنة.
واكر له عمل صادر عنه يحكي فيه عن الحرب في نيكاراغوا صدر في موبيل عام 1860
.

## وصلات خارجية
- وليام واكر على موقع الموسوعة البريطانية (الإنجليزية)
- وليام واكر على موقع إن إن دي بي (الإنجليزية)